# Harlington (South Yorkshire)
Harlington – wieś w Anglii, w hrabstwie ceremonialnym South Yorkshire, w dystrykcie metropolitalnym Doncaster. Leży 20 km na północny wschód od miasta Sheffield i 236 km na północ od Londynu. W 2001 miejscowość liczyła 1979 mieszkańców.